# Pikmin
Pikmin (ピクミン) és un videojoc d'estratègia en temps real desenvolupat i publicat per Nintendo per a la consola Nintendo GameCube en l'any 2001. És el primer joc de la saga Pikmin, formada per tres entregues, creada per Shigeru Miyamoto.

## Trama
El Capità Olimar és un astronauta procedent del planeta Hocotate que, degut a un accident en ple viatge espacial, es troba en un planeta desconegut. Amb l'ajuda dels Pikmin, les criatures que habiten aquest planeta, ha d'aconseguir recuperar les peces de la seva nau per reparar-la i tornar a Hocotate. Olimar disposa de 30 dies, el temps que funcionarà el sistema de suport vital del seu vestit espacial, per a aconseguir la missió.

## Jugabilitat
El jugador controla el Capità Olimar, i ha de recuperar les 30 peces que formen part de la nau en 30 dies. A través de Olimar, el jugador pot donar ordres als Pikmin, com per exemple agafar objectes, moure obstacles o atacar als enemics.
Hi ha tres tipus de Pikmin, cadascun amb les seves habilitats.
- Vermells: Són resistents al foc.
- Grocs: Poden llançar-se més alt.
- Blaus: Poden nedar.

## Seqüeles i versions
Pikmin 2 va ser publicat l'any 2004, per la consola Nintendo GameCube.
Pikmin 3 va ser publicat l'any 2013, per la consola Wii U.
L'any 2008 es va publicar una nova versió del videojoc Pikmin per a Wii, formant part de la col·lecció New Play Control!. Aquesta versió adapta els controls a les característiques del nou controlador.